# Congé-sur-Orne
Congé-sur-Orne település Franciaországban, Sarthe megyében. Lakosainak száma 320 fő (2022. január 1.). Congé-sur-Orne Dangeul, Ballon-Saint-Mars, Lucé-sous-Ballon, Mézières-sur-Ponthouin és Nouans községekkel határos.

## Népesség
A település népességének változása:
| Lakosok száma | 347  | 345  | 351  | 343  | 338  | 334  | 329  | 324  | 320  |
|               | 2013 | 2015 | 2016 | 2017 | 2018 | 2019 | 2020 | 2021 | 2022 |